# Giovani turchi
Pour les articles homonymes, voir Jeunes Turcs et Turchi.

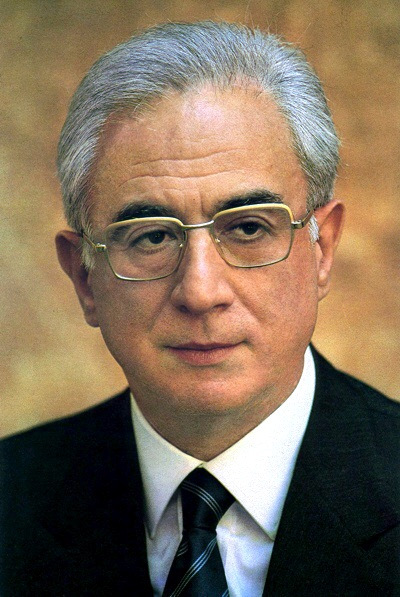
Francesco Cossiga

Giovani turchi (en français : Jeunes Turcs) est le nom donné par le journaliste Egle Monti à un groupe de jeunes hommes politiques sardes qui gagnèrent de façon inattendue les élections pour la direction de la Démocratie chrétienne dans la province de Sassari en 1956. Leur chef de file était le futur président de la République italienne Francesco Cossiga. Antonio Giagu De Martini (devenu sénateur et sous-secrétaire d'État au Trésor et à la Défense), Pietro Soddu (devenu député et président de la région Sardaigne de 1972 à 1980) et Paolo Dettori (président de la région Sardaigne de 1966 à 1967) en faisaient partie.

## Contexte
La Démocratie chrétienne locale à l'époque était solidement tenue en main par Antonio Campus, dit Nino, cousin d'Antonio Segni et un de ses fidèles ; Campus devait être balayé par ce qu'on a appelé ici la Révolution blanche, qui mit à l'écart la génération des « rescapés », et jamais plus il ne se porta candidat pour les charges qu'il avait eues autrefois.
C'étaient les années où se concrétisèrent les efforts de l'archevêque Mgr Arcangelo Mazzotti, qui s'était engagé depuis des dizaines d'années dans le renouveau du catholicisme local. L'activité de formation des jeunes dans des structures associatives catholiques permit de consolider la DC locale au sortir du fascisme, pendant lequel elle avait été le point de repère pour les anciens dirigeants du Parti populaire italien, et de faire naître une nouvelle classe dirigeante sarde, tant avec les « jeunes turcs » qu'avec d'autres personnalités comme Arturo Parisi. Dans cette tâche, Mazzotti reçut l'appui du curé de San Giuseppe (it) Giovanni Masia, et de son jeune secrétaire Enea Selis, auxquels se référèrent jusqu'à 1956 les jeunes démocrates chrétiens, rassemblés en politique autour de Francesco Cossiga. Voici comment Pietrino Soddu décrit la volonté de changement de cette génération :

« Les exigences d'un renouvellement s'étaient généralisées, on constatait la crise dans une conception du parti et dans la gestion de la chose publique basée seul sur le prestige personnel et sur le clientélisme traditionnel et familial. Même en Sardaigne était apparue l'exigence d'une conception de la politique comme un engagement plus vaste et plus profond et on voulait voir dans le parti l'école et la matrice de la classe dirigeante. Un parti organisé surtout, démocratique à l'intérieur, pénétré d'une nouvelle moralité, qui se sentirait investi de la charge historique de changer la société. »

Sur le plan politique les références privilégiées étaient Fanfani et la gauche sociale de Dossetti et de Lazzati, qui se faisaient les tenants d'une « ligne politique rénovée, plus sensible aux problèmes que la reconstruction et les transformations sociales avaient apportés » ; à l'étranger ils tournaient leurs regards vers le MRP français et le New Deal de Roosevelt. En 1955 Giagu avait fondé la revue Cronache dalla Sardegna pour y « exprimer les motivations de la révolution qui venait ».

## Les événements
Selon Cossiga, un soutien décisif vint de Mariano Rumor, qui parle de l'affaire en ces termes :

« Je ne sais pas si de sa part c'est un mérite ou une faute, mais c'est à lui que je dois ma carrière politique lorsqu'il était vice-secrétaire du parti. Nous l'avons invité à Sassari en Sardaigne pendant que nous nous heurtions à de vieux personnages qui n'étaient pas prêts à accorder la moindre liberté. Il nous a exhortés à résister. »

Sûr de sa puissance, Campus avait présenté deux listes pour les élections provinciales, de façon à d'être sûr également de la minorité interne. Malgré la ferme volonté des jeunes de l'opposition, section par section, dans chaque partie de la province, tout incitait à la résignation, et Cossiga rentra chez lui avant la fin de dépouillement des votes ; le scrutin achevé Giagu le rejoignit pour lui dire simplement « Capot ! » contre la direction. Cossiga devient secrétaire provincial du Scudo crociato, à la tête de jeunes tous nés entre 1925 et 1930, qui purent vite exprimer dans la Giunta Regionale de Dettori comme assesseur au Travail et à l'Instruction Publique. Au niveau régional une alliance se noua fortement avec le groupe de la « Giamburrasca » de Gianuario Carta, Gianoglio, Floris et Angelo Rojch à Nuoro, et avec le groupe de Cagliari lié à Efisio Corrias, qui occupaient toutefois des positions secondaires par rapport à l'hégémonie de Sassari. Le succès des « Jeunes turcs » se concrétisa par une série de profonds changements dans la politique régionale avec comme objectif un développement économique accéléré, par les initiatives de l'ouverture à gauche, du Plan de Renaissance et de l'industrialisation de l'île. L'unité dans les buts se maintint jusqu'en 1969, lorsque se brisa l'unité politique dans le parti et dans le groupe de Sassari lui-même, avec Cossiga et Giagu proche de la « Gauche de base », tandis que Dettori et Soddu penchaient vers Aldo Moro ; les divisions coïncidèrent d'ailleurs avec les nouvelles expériences d'engagement politique sur le niveau national, qui étaient beaucoup plus connues.

## Comment cet événement est vu aujourd'hui
Le 15 décembre 2005, à l'occasion de l'attribution à Cossiga du doctorat honoris causa en Sciences de la communication à l'Université de Sassari, Soddu s'est rappelé comment ce résultat et les conséquences qui avaient suivi devaient être attribués au caractère très particulier de la ville :

« Cette ville a un code génétique anti-autorité, elle ne reconnaît pas les hiérarchies, affiche de l'indifférence pour le pouvoir, pour ne rien dire de ceux qui le détiennent. »

Par exemple, pendant la descente des chandeliers c'est une habitude séculaire que le maire de Sassari se soumette à l'approbation populaire pendant toute la durée de la procession, sans qu'il puisse et même sans qu'il veuille s'en dispenser, quel que soit l'accueil qu'il reçoit.